# HD 50064
HD 50064 es una estrella hipergigante azul y Be situada en la constelación del Unicornio fácil de ver con telescopios pequeños.

## Características físicas
Aunque aparezca muy cerca del cúmulo abierto NGC 2301, no pertenece a éste apareciendo cerca solamente debido a efectos de perspectiva y estando en realidad mucho más lejos.
Ha sido relativamente poco estudiada habiendo recibido tipo espectral B6, B9, ó B1; los estudios más recientes dan una distancia para ésta estrella de al menos 2.900 parsecs (9.500 años luz), una luminosidad de aproximadamente 1.260.000 veces la del Sol —convirtiéndola en una de las estrellas más luminosas de la Vía Láctea—, un radio 200 mayor que el solar, y una masa 45 veces superior a la de nuestra estrella.
HD 50064 muestra pulsaciones con un período de 37 días y su espectro es muy similar al de variables luminosas azules con pérdida de masa moderada cómo por ejemplo HD 160529, lo que sugiere que es una variable azul luminosa observada pulsando y envolviéndose en una envoltura circunestelar.